# Monja Jaona

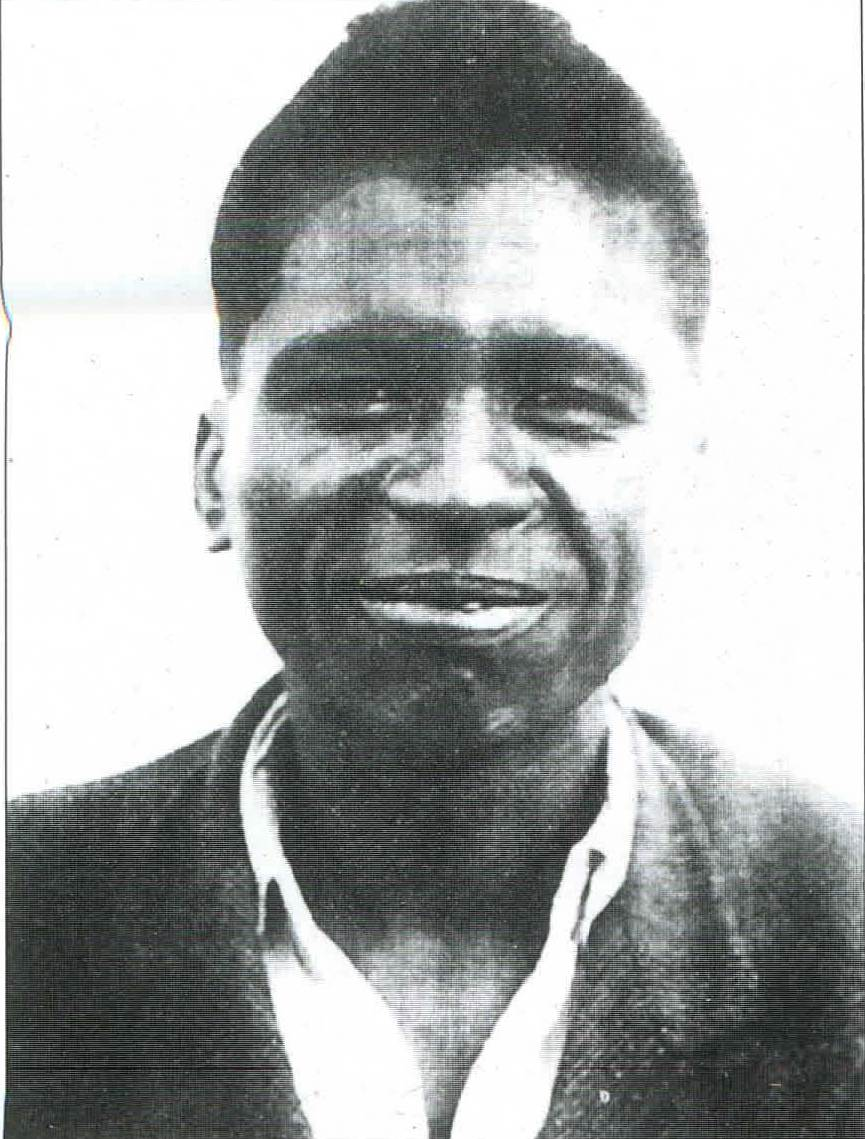
Monja Jaona, 1945.

Monja Jaona (geb. September 1910; gest. 3. September 1994) war ein madegassischer Politiker und früher Nationalist. Zu Lebzeiten prägte er die politischen Ereignisse auf der Insel maßgeblich mit. Er war Mitglied von Jiny, einer militanten nationalistischen Gruppe, die in den 1940er Jahren im Süden Madagaskars gegründet wurde und während des letztlich erfolglosen madagassischen Aufstands von 1947 (Insurrection malgache; Tolom-bahoaka tamin' ny 1947) gegen die französische Herrschaft auf der Seite des Mouvement démocratique de la rénovation malgache (MDRM) stand. Die Kolonialregierung inhaftierte ihn von 1946 bis 1950 wegen seiner Zugehörigkeit zu Jiny. Er gründete 1958 die Partei Madagaskar für Madagaskar (MONIMA) und kandidierte erfolgreich für das Bürgermeisteramt in Tulear, das er von 1959 bis 1961 innehatte. Er gelangte zu der Auffassung, dass Präsident Philibert Tsiranana und seine Anhänger von der Parti social démocrate (PSD) den fortbestehenden französischen Interessen auf der Insel nach der Unabhängigkeit 1960 übermäßig wohlgesonnen waren. Jaona führte die Rotaka-Bauern- und Studentenproteste von 1971 bis 1972 an, die Tsiranana erfolgreich zum Rücktritt zwangen.
In den späten 1970er Jahren war er vom sozialistischen Nachfolger Tsirananas, Didier Ratsiraka, desillusioniert und wechselte seine politische Loyalität zur Opposition. Er kandidierte 1982 gegen Ratsiraka bei den Präsidentschaftswahlen und verlor deutlich, behauptete jedoch, das Ergebnis sei gefälscht und verlangte eine Neuauszählung. Er wurde unter Hausarrest gestellt und anschließend zur medizinischen Behandlung inhaftiert, während sein Anwalt nach Frankreich ausgewiesen wurde. 1989 kandidierte er erneut, jedoch ohne Erfolg. Von 1989 bis 1992 war er eine führende Figur bei den Protesten, die Ratsirakas Rücktritt und die ersten freien Mehrparteienwahlen in Madagaskar erzwangen, in denen Albert Zafy gewählt wurde. Jaona starb 1994 im Alter von 84 Jahren.
Jaonas Sohn, Monja Roindefo, trat in die Fußstapfen seines Vaters in der Politik und wurde zu einer führenden Oppositionsfigur in der MONIMA-Partei. Unmittelbar nach dem erfolgreichen Staatsstreich im März 2009 unter der Führung von Andry Rajoelina von der Partei Tanora Malagasy Vonona, (TGV, „Junge entschlossene Madagassen“) war er von März bis September 2009 Premierminister von Madagaskar.

## Leben

### Jugend
Im September 1910 wurde Monja Jaona in Amboasary geboren. 1929, im Alter von 19 Jahren, zog er nach Norden um auf einer der großen Plantagen zu arbeiten. Er traf auf Pastor Jean Vernier und wurde Christ. Daraufhin zog er zurück in den Süden, nach Manambaro, wo er für die Lutherische Mission arbeitete.

### Nationalist

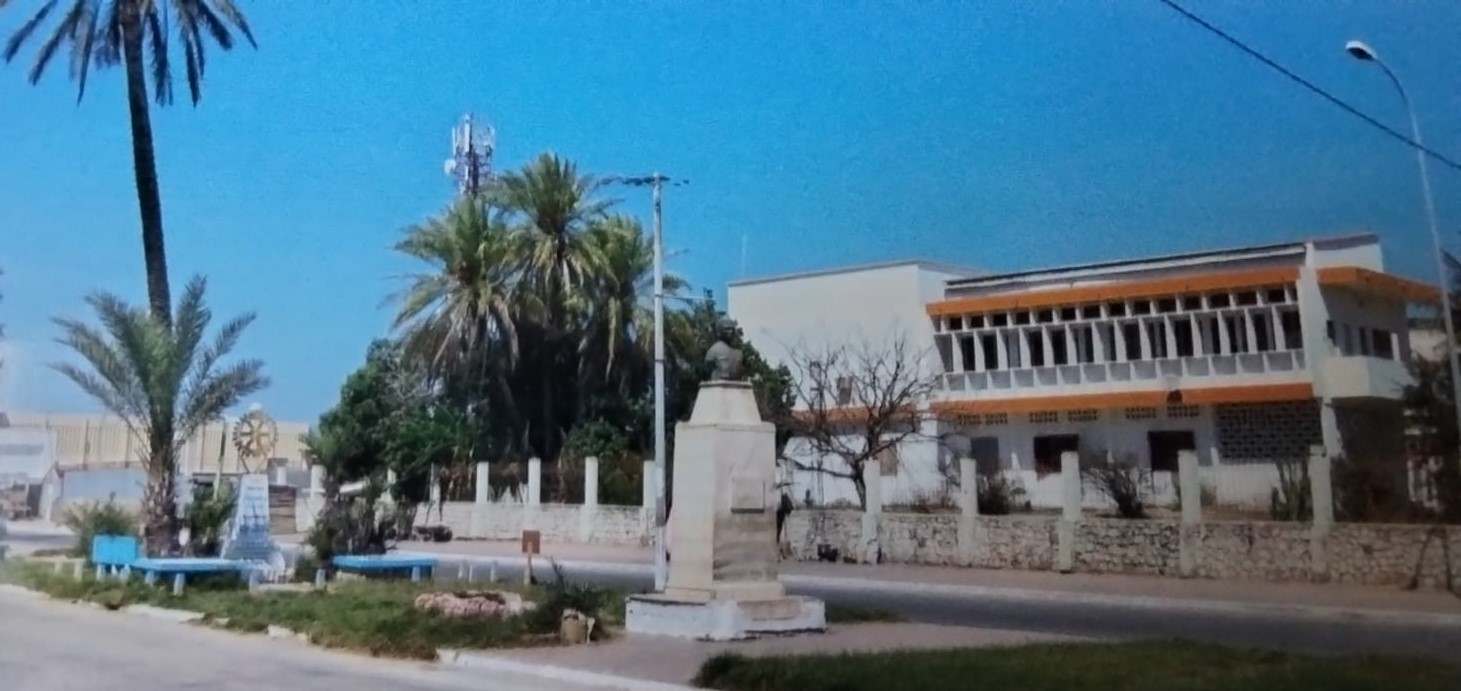
Denkmal für Monja Jaona in Toliara.

1935 begann er seine politische Karriere; erkämpfte für die Rechte von Landarbeitern. 1939 schloss er sich den französischen Streitkräften an und, als er nach Frankreich geschickt werden sollte, wurde er nach dem französisch-deutschen Waffenstillstand 1940 nach Madagaskar zurückbeordert und einige Monate später demobilisiert.
1943 wurde er unter Hausarrest gestellt, zuerst in Lake Alaotra, dann in Manakara, wo er die JINA (Jiny) gründete. 1945 unterstützte er Joseph Ravoahangy-Andrianavalona im Wahlkampf. 1946 baute er Kontakte zum Mouvement démocratique de la rénovation malgache (MDRM) auf und wurde im September von der französischen Kolonialregierung aufgrund des „Decree Cayla“ inhaftiert. 1950 wurde er aus dem Gefängnis entlassen, jedoch weiterhin von der Kolonialverwaltung verfolgt. 1955 zog er nach Tulear und gründete 1958 die Partei Madagasikara Otronin'ny Malagasy (MONIMA, Madagaskar für die Madegassen), welche er bis zu seinem Tod führte. Die Partei wurde eine bedeutende regionale Partei für radikale Intellektuelle und Bauern aus dem Süden. 1959 wurde er Maire (Bürgermeister) von Toliara, bis nach der Unabhängigkeit Madagaskars 1961.

## Rotaka 1971–1972
Jaona spielte eine führende Rolle in mehreren Protestbewegungen 1971 bis 1972, welche als Rotaka bezeichnet werden. Die Proteste führten zum erzwungenen Rücktritt von Präsident Tsiranana. Er übernahm unter anderem die Verantwortung für einen bewaffneten Aufstand am 1. und 2. April 1971 von verarmten Bauern in Androy, die gegen die Korruption der Steuereintreiber der Regierung protestierten. - Auslöser waren Viehseuchen, die ihre Herden auslöschten. Es kam auch zu Frustration aufgrund mangelnder Katastrophenhilfe infolge einer schweren Dürre, die von Überschwemmungen gefolgt wurde. Mehr als 1.000 bewaffnete Mitglieder der MONIMA attackierten fünf Militärposten in Toliara. Dabei wurde ein Sicherheitsbeamter getötet und elf verwundet. Dieser Aufstand wurde von der Regierung schnell und brutal unterdrückt. 45 der Protestierenden von MONIMA wurden getötet, neun verwundet und 847 zu Verhören verhaftet. Viele Kämpfer der MONIMA wurden in Frachtschiffen von Fort Dauphin nach Nosy Lava verschifft, wo sie inhaftiert wurden.
1972 konnten Monja Jaona und seine Partei MONIMA die Unterstützung von Studenten und städtischen Radikalen gewinnen, die in Antananarivo, Antsirabe und an anderen Orten Demonstrationen gegen Präsident Tsiranana durchführten, woraufhin Tsiranana im Mai 1972 zurücktrat.

## Oppositionsführer
1977 verließ die MONIMA die Allianz Front National pour la Defense de la Révolution (FNDR); sie schloss sich ihr 1981 erneut an und verließ sie 1987 wieder. 1982 kandidierte Monja Jaona gegen Präsident Ratsiraka, verlor jedoch und bezeichnete die Wahlergebnisse als gefälscht. Daraufhin wurde er erneut bis 1983 untr Hausarrest gestellt
1989 kandidierte er erneut für die Präsidentschaftswahlen, errang jedoch nur 4 % der Stimmen. Im März 1992 wurde er während einer Auseinandersetzung in Fiadanana von der Polizei verwundet.

## Tod
Er starb am 3. September 1994 im Alter von 84 Jahren.